# Alsophila aescularia
Alsophila aescularia (tên tiếng Anh: tháng 3 Moth) là một loài bướm đêm thuộc họ Geometridae. Nó được tìm thấy ở khắp châu Âu. 

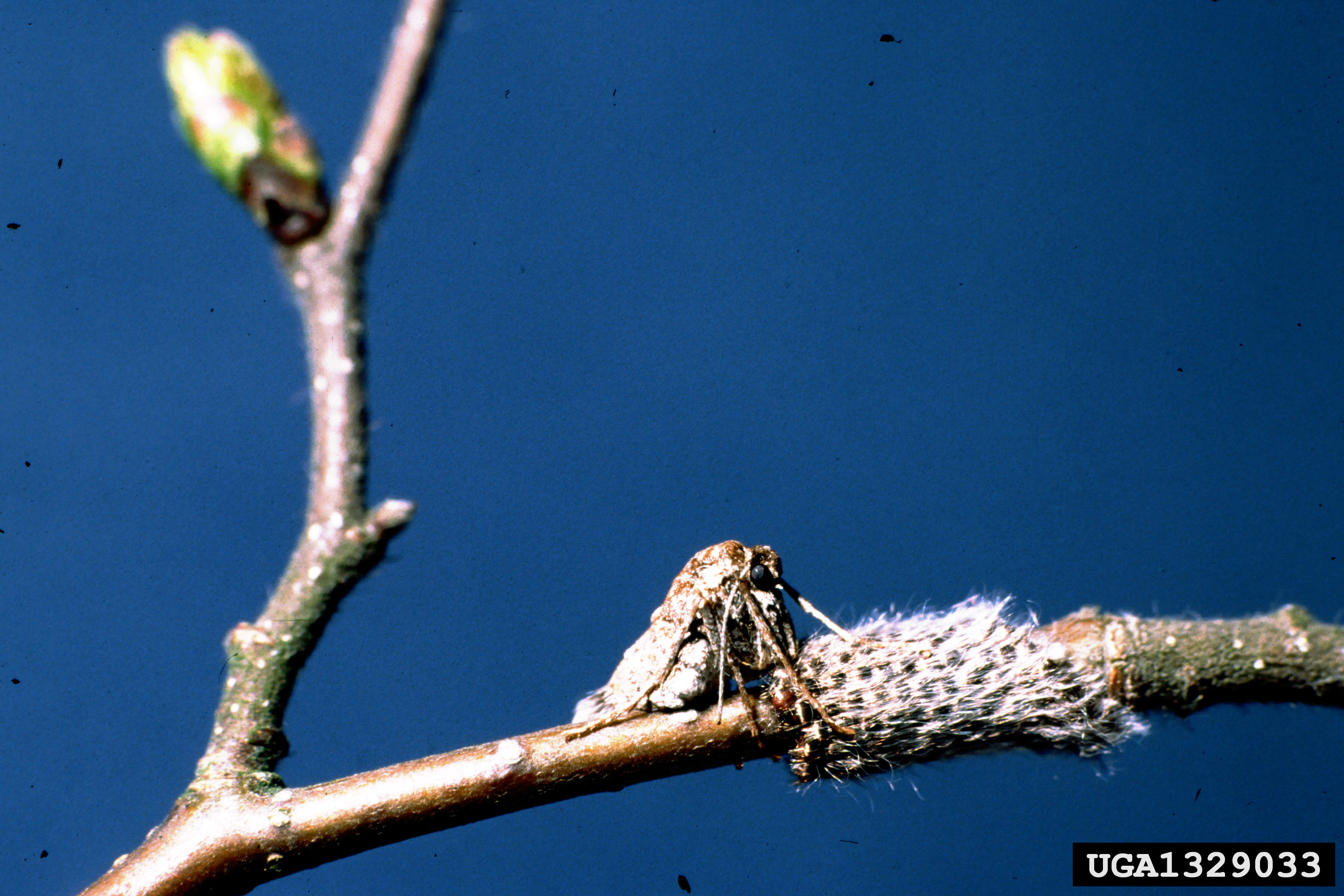
Con cái đẻ trứng

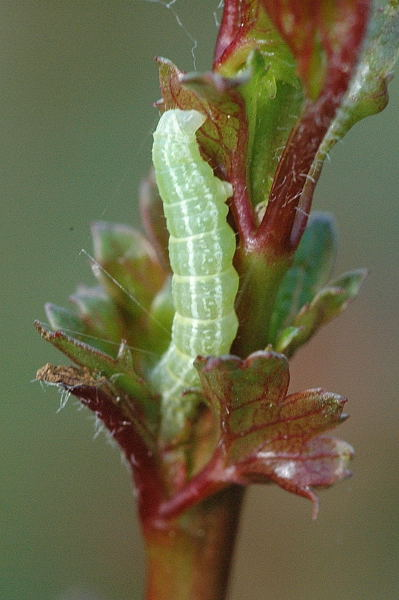
Sâu bướm

Bướm không có cánh. Con đực bị ánh đèn thu hút.
Sải cánh dài 25–35 mm. The adults are active vào tháng 3 và tháng 4.
Ấu rtufng màu xanh lá cây nhạt và ăn nhiều loại cây.

## Hình ảnh

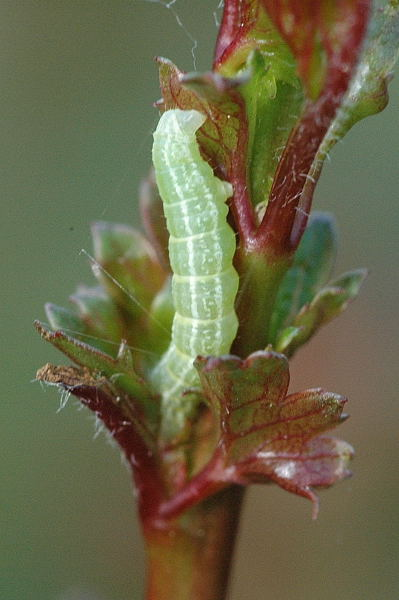
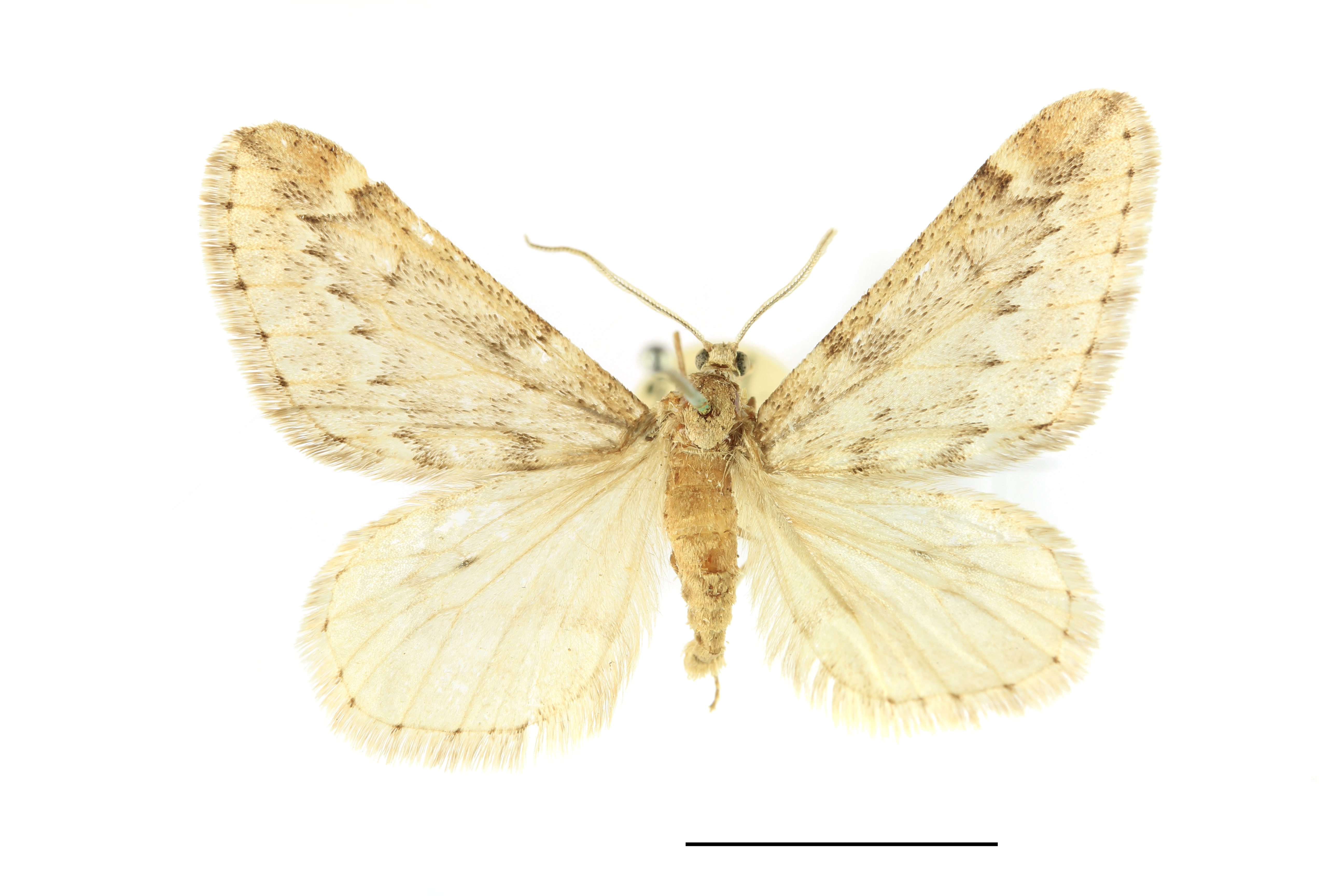
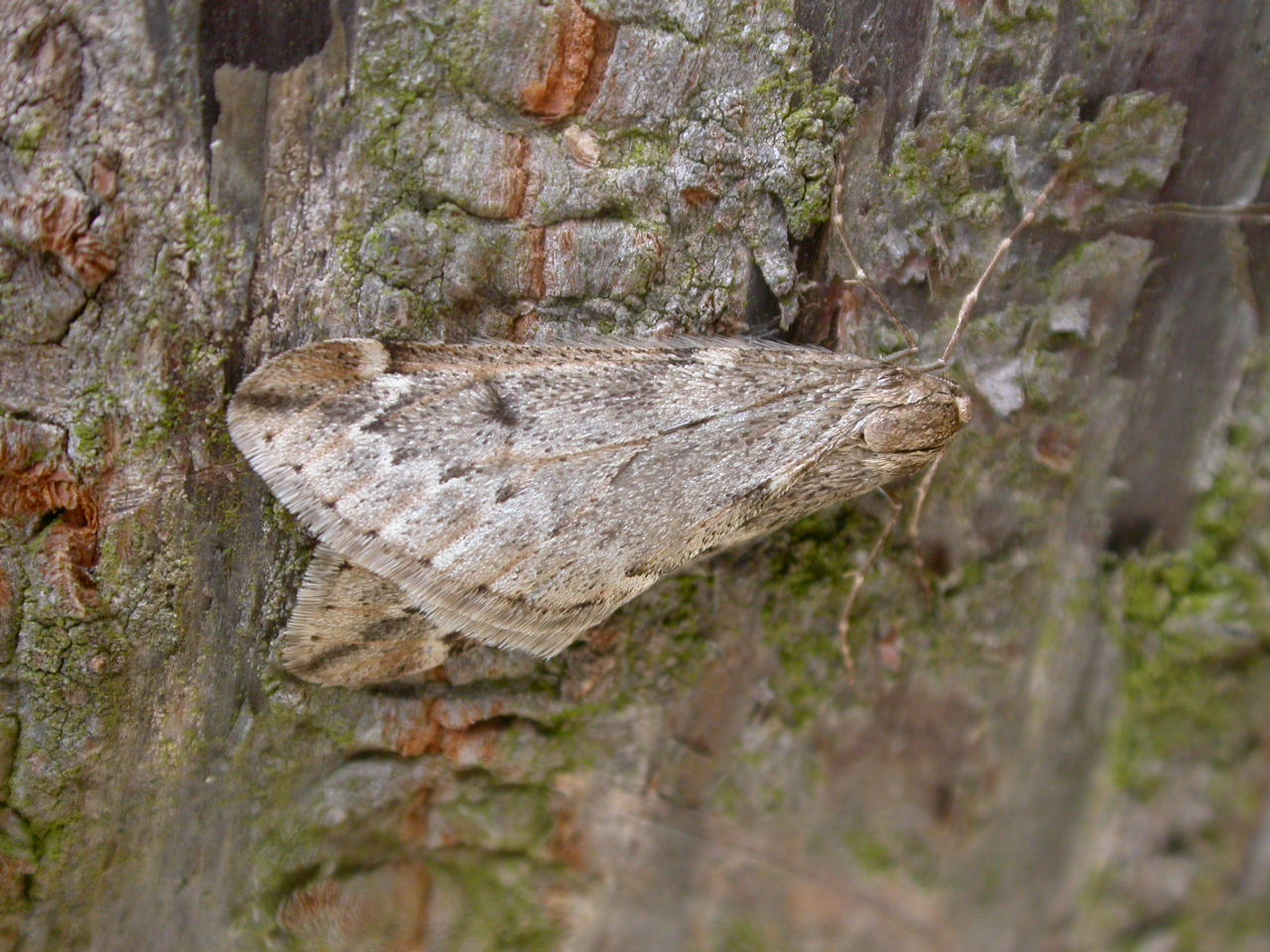
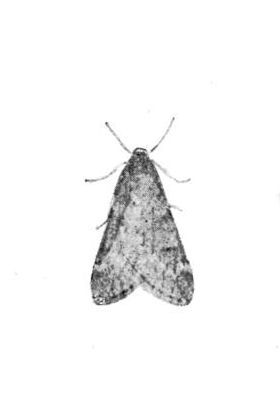